# Pumari Chhish
Der Pumari Chhish, auch Pumarikish oder Peak 11 genannt, ist ein 7492 m hoher Berg des Hispar Muztagh im Karakorum.

## Lage
Der Berg liegt ungefähr 4 km östlich des Kunyang Chhish, des zweithöchsten Bergs des Hispar Muztagh. Im Süden und Osten wird er vom westlichen bzw. nördlichen Yutmarugletscher, eingerahmt. Im Norden grenzt er an das Hochplateau des oberen Yazghilgletschers. Nordöstliche Nachbarn sind Yutmaru Sar, mit dem der Pumari Chhish über einen Grat verbunden ist, sowie dahinter Yukshin Gardan Sar und Kanjut Sar. Im Nordwesten liegt jenseits des Yazghilgletschers der Distaghil Sar.

## Pumari Chhish-Hauptgipfel
Der Pumari Chhish wurde erstmals im Jahre 1974 von australischen Bergsteigern in Angriff genommen, die aber beim Aufstieg über den Yazghilgletscher im Norden des Berges scheiterten. 1979 erstieg eine japanische Bergsteigergruppe mit S. Chiba, K. Minami, M. Ohashi und H. Yokoyama der Hokkaido Alpine Association den Hauptgipfel über die lange Route vom Kunyanggletscher im Westen. Dabei hatten sie zuerst den Bergpass zum Yazghilgletscher zu überwinden, um den Aufstieg über den Nordrücken des Pumari Chhish erfolgreich abzuschließen. Laut Himalayan Index gab es bislang keinen weiteren erfolgreichen Aufstieg.

## Pumari Chhish-Südgipfel
Etwa 1 Kilometer südöstlich des Hauptgipfels des Pumari Chhish befindet sich der 7297 m hohe Südostgipfel des Pumari Chhish, ein Nebengipfel mit einer Schartenhöhe von 197 Metern. Andere Quellen – so auch die Erstbesteiger – bezeichnen ihn als Pumari Chhish South („Südgipfel“) und verzeichnen die Höhe mit 7350 Metern. Nach zwei erfolglosen Besteigungsversuchen in den Jahren 1999 und 2000 durch Julie-Ann Clyma und Roger Payne waren am 12. Juni 2007 Yannick Graziani und Christian Trommsdorff erfolgreich. Ihnen gelang dieser Aufstieg, obwohl es ihr erster Berggipfel über 7000 m Höhe war. Ihr direkter Aufstieg zum Südgipfel des Pumari Chhish über die letzten 2700 Meter war von höchstem technischen Schwierigkeitsgrad (ABO 5.10 M6 A1). Sie stiegen im reinen Alpinstil in sechs Tagen zum Gipfel; ihre besondere Leistung wurde in einem Leitartikel des American Alpine Journal im Jahre 2008 gewürdigt.

## Pumari Chhish-Ostgipfel
Christophe Ogier, Victor Saucede und Jérôme Sullivan gelang im Juni 2022 die Erstbesteigung des Pumari Chhish East (6850 m). Die Franzosen kletterten auf einer direkten Route durch die Südwand des Berges. Für diese Leistung wurden sie 2023 mit dem Piolet d’Or ausgezeichnet.